# Sophie Schut
Sophie Charlotte Schut (Oosterhout, 26 november 1986) is een Nederlands actrice.

## Biografie
Na het gymnasium ging Schut naar de Toneelschool en later naar de Toneelschool en Kleinkunstacedemie in Amsterdam. Daarna speelde ze in verschillende musicalproducties, waaronder Soldaat van Oranje, waarin ze de rol van Ada speelde en in verschillende televisieseries, zoals Flikken Maastricht en Moordvrouw.

## Theater
- 2013-2015 - Soldaat van Oranje - Ada
- 2012-2013 - AU!
- 2012 - Living in Oblivion
- 2011-2012 - Hoe overleef ik (zonder) liefde

## Filmografie
- 2014 - Onder het hart - Dokter
- 2014 - Johan - Logisch is anders - Zangeres
- 2013-2014 en 2018 - Flikken Maastricht - Chantal Bosboom
- 2013 - De ontmaskering van de Vastgoedfraude - Carla van Loon
- 2012 - Divorce - Receptioniste